# Gli orfani di Helix
Gli orfani di Helix (Orphans of the Helix) è un romanzo breve di fantascienza dello scrittore statunitense Dan Simmons ambientato nell'universo dei Canti di Hyperion. Pubblicato nel 1999, è apparso per la prima volta all'interno dell'antologia Universi lontani (Far Horizons) a cura di Robert Silverberg, tradotta in italiano nel 2002.
Vinse il Premio Locus 2000 come miglior romanzo breve.
Dan Simmons, attraverso quest'ultima novella, getta uno sguardo sull'universo di Hyperion 481 anni dopo le vicende di Aenea, il personaggio chiave del romanzo Endymion e del suo seguito.

## Trama
La nave spaziale Helix, ospitando 600.000 passeggeri, si spinge alla ricerca di nuovi mondi da colonizzare privandosi volutamente dell'aiuto degli Aenei (i seguaci dell'omonima martire). Lungo il tragitto si imbattono in una colonia di Ouster rimasti in isolamento da diversi secoli. Questi, attraverso il "momento condiviso" di Aenea (l'attimo esatto in cui morì) erano venuti a conoscenza della sua dottrina e dei suoi insegnamenti, e pregano l'equipaggio della Helix di dare loro un adepto della setta che possa istruirli. Ces Ambre, l'unica fra i passeggeri della Helix che, data la sua età, aveva conosciuto Raul Endymion (il marito di Aenea) da bambina ed era stata in seguito annessa al culto di Aenea, non intende rivelare la sua identità. Dopo aver risolto agli Ouster un grave problema con una macchina aliena che minacciava la vita dell'intera colonia, la Helix riprende il suo viaggio.
Nelle righe finali si può leggere dell'apparizione sulla nave di Dem Loa (la madre di Ces Ambre), lo Shrike e Petyr, "figlio di Aenea e Raul". Questi comunica brevemente con le AI della nave per poi svanire come era giunto, con lo Shrike e Dem Loa.

## Edizioni
- Dan Simmons, Gli orfani di Helix, a cura di Robert Silverberg, collana Universi lontani, traduzione di Simona Adami, I Libri della Mezzanotte 10, Sperling & Kupfer, 2002, ISBN 88-200-3386-0.